# Martin Reichardt
Martin Reichardt (nascido em 30 de julho de 1969) é um político alemão. Nasceu em Goslar, Baixa Saxónia, e representa a Alternativa para a Alemanha (AfD). Martin Reichardt é membro do Bundestag do estado da Saxónia-Anhalt desde 2017.

## Vida
Ele tornou-se membro do bundestag após as eleições federais alemãs de 2017. É membro da Comissão da Família, da Terceira Idade, da Mulher e da Juventude e da Comissão de Educação, Investigação e Avaliação Tecnológica.